# Kagyu

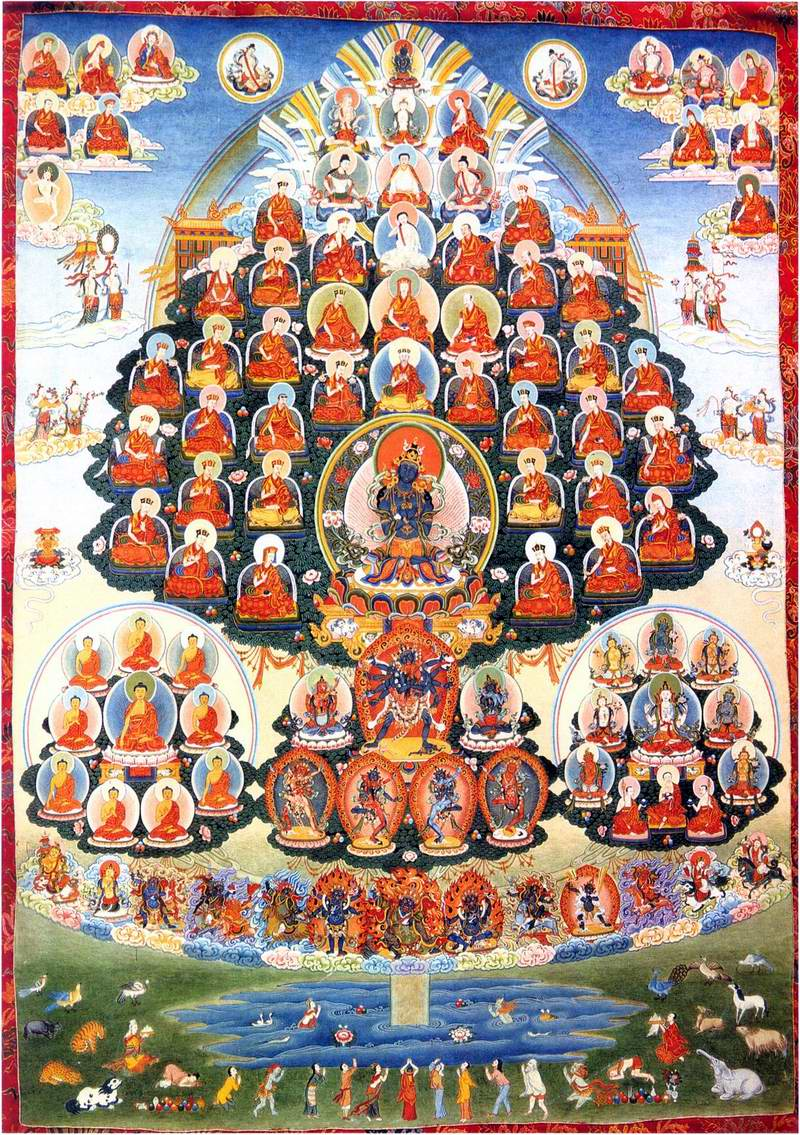
Llinatge Karma Kagyu

Kagyu, també transliterat com Kagyü o Kagyud (tibetà: བཀའ་བརྒྱུད།, Wylie: bka' brgyud, "llinatge oral" o "transmissió oral") és una de les quatre escoles principals del budisme tibetà. El llinatge Kagyu es remunta al segle XI amb els mahasiddhes indis Naropa, Maitripa i la yogini Niguma, a través de llur estudiant Marpa Lotsawa (1012–1097), que va portar llurs ensenyaments al Tibet. Milarepa, que fou estudiant de Marpa Lotsawa, també fou un poeta influent i mestre.
La tradició tibetana Kagyu va donar lloc a un gran nombre de subescoles i llinatges independents. Els principals llinatges Kagyu existents avui com a escoles independents són els que provenen del deixeble de Milarepa, Gampopa (1079–1153), un monjo que va fusionar el llinatge Kagyu amb la tradició Kadam. Les escoles Kagyu que sobreviuen com a institucions independents són principalment Karma Kagyu, Drikung Kagyu, llinatge Drukpa i Taklung Kagyu. L'escola Karma Kagyu és la més gran de les subescoles, i està dirigida pel karmapa. Altres llinatges d'ensenyaments Kagyu, com el Shangpa Kagyu, es conserven en altres escoles.
Els principals ensenyaments de l'escola Kagyu inclouen el Mahamudra i els Sis Dharmes de Naropa.